# Кун, Иван Рафаилович
Иван Рафаилович Кун (11 августа 1929, Валентиновка, КазАССР — 16 марта 1984) — советский учёный, ректор Курганского сельскохозяйственного института (1964—1984), кандидат экономических наук, профессор.

## Биография
Иван Рафаилович Кун родился 11 августа 1929 года в селе Валентиновка Москалевского сельсовета Аманкарагайского района Кустанайского округа Казакской АССР, ныне село не существует, территория входит в Москалёвского сельского округа (каз. Москалёв ауылдық округі) Аулиекольского района Костанайской области Республики Казахстан.
Трудовую деятельность начал в 1945 году рядовым колхозником, затем работал агрономом машинно-тракторных станций Кустанайской области, председателем колхозов «Красная Звезда» (Ожогинский сельсовет) и «Сибирь» (Самохваловский сельсовет) Шатровского района Курганской области.
В 1950 году окончил агрономическое отделение Казахстанского техникума механизации и электрификации сельского хозяйства, в 1958 году — Курганский сельскохозяйственный институт.
В 1964 году защитил диссертацию на соискание учёной степени кандидата экономических наук «Пути снижения себестоимости основных видов сельскохозяйственной продукции (На примере колхоза „Сибирь“ Шадрин. производ. упр. Курганской обл.)» и по рекомендации Курганского обкома КПСС был назначен ректором Курганского сельскохозяйственного института.
На этой должности руководил начатым строительством многочисленных объектов института в селе Лесниково, успешно занимался научной деятельностью. В 1966 году присвоено учёное звание доцента, а в 1979 году — профессора. Под руководством Ивана Рафаиловича выпускники вуза успешно защищали кандидатские диссертации.
Иван Рафаилович неоднократно избирался членом Курганского обкома КПСС и заместителем председателя президиума областной организации общества «Знание».
Иван Рафаилович Кун скоропостижно скончался 16 марта 1984 года <где?>. Похоронен <где?>.

## Научные труды
Им опубликовано в журналах и сборниках более 60 научных работ.
- И. Р. Кун, В. Л. Тушин. Экономическая эффективность сменно-подсосного метода выращивания телят. — Курган: газ. «Сов. Зауралье», 1962. — 32 с. — 1000 экз.[3]
- Кун, И. Р. Пути снижения себестоимости животноводческой продукции (Из опыта колхоза «Сибирь» Шатров. района Курганской обл.). — М., 1966. — 32 с. — 10 000 экз.[4]
- И. Р. Кун, В. М. Родионов, В. Л. Тушин, Ю. М. Дмитриев. Эффективность выращивания телят под коровами-кормилицами. — Челябинск: Юж.-Урал. кн. изд-во, 1968. — 48 с. — 1500 экз.[5]
- И. Р. Кун, Ю. А. Утюмов. Эффективность управленческого труда бригадиров. — Челябинск: Юж.-Урал. кн. изд-во, 1974. — 129 с. — 4000 экз.[6]
- И. Р. Кун, Ю. А. Утюмов, Л. М. Максимов. Организация труда агронома. — Челябинск: Юж.-Урал. кн. изд-во, 1979. — 127 с. — 4000 экз.[7]
- И. Р. Кун, Ю. А. Утюмов, Л. М. Максимов. Управление растениеводством в сельскохозяйственных предприятиях. — М.: Колос, 1981. — 126 с. — 22 000 экз.[8]

## Награды
- Орден Трудового Красного Знамени, дважды
- Орден Дружбы народов, 13 марта 1981 года
- Орден «Знак Почёта»
- Юбилейная медаль «За доблестный труд. В ознаменование 100-летия со дня рождения Владимира Ильича Ленина»
- Медаль «За освоение целинных земель»
- Знак «За отличные успехи в работе высшей школы СССР».